# Pendaison à Jefferson City
 (juillet 2025).
Pour plus de détails, voir Fiche technique et Distribution.
Pendaison à Jefferson City est un western camarguais français réalisé par Jean Durand, sorti en 1911[réf. nécessaire].

## Synopsis
À Jefferson City, cité minière, le transporteur de la paye des mineurs se noie. La dernière personne vue en sa compagnie est arrêtée et jugée coupable. Alors que l'on va le pendre, Joe arrive pour rétablir la vérité.

## Fiche technique
- Titre : Pendaison à Jefferson City
- Réalisation : Jean Durand
- Scénario : Joë Hamman
- Société de production : Gaumont
- Pays d'origine :  France
- Format : Muet - Noir et blanc - 1,33:1 - 35 mm - 175 m
- Genre : Western
- Durée : 7 minutes
- Dates de sortie :
  -  France : 3 novembre 1911

## Distribution
- Joë Hamman : Joe
- Gaston Modot
- Gustave Hamilton
- Raymond Aimos
- Berthe Dagmar
- Joaquim Renez